# Luis Ingolotti
Luis Ignacio Ingolotti (Pilar, Provincia de Buenos Aires, Argentina; 14 de enero de 2000) es un futbolista argentino. Se desempeña como arquero y su equipo actual es el Club de Gimnasia y Esgrima La Plata de la Primera División de Argentina.

## Trayectoria
Ingolotti comenzó jugando en la prenovena de Vélez Sarsfield en 2011, aunque sólo se mantuvo un año. Al año siguiente pasó a las inferiores de Platense, donde se mantuvo hasta 2015.
Ese mismo año, Carlos Orsi, director del Proyección Juvenil de Aldosivi lo sumó al club de Mar del Plata. En 2016 el entrenador del Tiburón, Fernando Quiroz, lo subió al plantel de Primera. Su debut en Aldosivi fue el 14 de enero de 2021 contra Defensa y Justicia en un partido que terminó 4-4. Más tarde, en 2023 Ingolotti se gana la titularidad en el equipo con base en sus buenas actuaciones.
A inicios de 2024, Luis fichaba por Central Córdoba de Santiago del Estero
El 11 de diciembre del mismo año con el Ferroviario salía campeón de la Copa Argentina tras vencer a Vélez Sarsfield por un resultado de uno por cero.
El 9 de enero del 2025, Luis era presentado como nuevo jugador del Lobo

## Selección nacional
Ingolotti fue convocado a entrenar con la selección sub-20 de Argentina en tres ocasiones. Estuvo en la preselección de 32 jugadores para disputar el Sudamericano Sub-20 de 2019, pero finalmente no participó del torneo.

## Estadísticas
- Actualizado hasta el 29 de enero de 2025.

| Aldosivi Argentina | 1.ª                 | 2016-17             | 0  | 0   | 0 | 0  | 0   | 0 | - | - | - | 0  | 0   | 0  |
| Aldosivi Argentina | 2.ª                 | 2017-18             | 0  | 0   | 0 | 0  | 0   | 0 | - | - | - | 0  | 0   | 0  |
| Aldosivi Argentina | 1.ª                 | 2018-19             | 0  | 0   | 0 | 0  | 0   | 0 | - | - | - | 0  | 0   | 0  |
| Aldosivi Argentina | 1.ª                 | 2019-20             | 0  | 0   | 0 | 0  | 0   | 0 | - | - | - | 0  | 0   | 0  |
| Aldosivi Argentina | 1.ª                 | 2020                | -  | -   | - | 1  | -4  | 0 | - | - | - | 1  | -4  | 0  |
| Aldosivi Argentina | 1.ª                 | 2021                | 0  | 0   | 0 | 0  | 0   | 0 | - | - | - | 0  | 0   | 0  |
| Aldosivi Argentina | 1.ª                 | 2022                | 1  | -3  | 0 | 1  | -4  | 0 | - | - | - | 2  | -7  | 0  |
| Aldosivi Argentina | 2.ª                 | 2023                | 16 | -12 | 3 | 0  | 0   | 0 | - | - | - | 16 | -12 | 3  |
| Aldosivi Argentina | Total club          | Total club          | 17 | -15 | 3 | 2  | -8  | 0 | - | - | - | 19 | -23 | 3  |
| Club Atlético Central Córdoba Argentina | 1.ª                 | 2024                | 26 | -34 | 6 | 14 | -19 | 4 | - | - | - | 40 | -53 | 10 |
| Club Atlético Central Córdoba Argentina | Total club          | Total club          | 26 | -34 | 6 | 14 | -19 | 4 | - | - | - | 40 | -53 | 10 |
| Club de Gimnasia y Esgrima La Plata Argentina | 1.ª                 | 2025                | 2  | -3  | 0 | 0  | 0   | 0 | - | - | - | 1  | -3  | 0  |
| Club de Gimnasia y Esgrima La Plata Argentina | Total club          | Total club          | 2  | -5  | 0 | 0  | 0   | 0 | - | - | - | 2  | -5  | 0  |
| Total en su carrera | Total en su carrera | Total en su carrera | 44 | -54 | 9 | 16 | -27 | 4 | - | - | - | 61 | -81 | 13 |
| (1) Las copas nacionales se refiere a la Copa Argentina y a la Copa de la Liga Profesional. (2) Las copas internacionales se refiere a la Copa Libertadores y a la Copa Sudamericana. |                     |                     |    |     |   |    |     |   |   |   |   |    |     |    |

## Palmarés

### Títulos nacionales
| Título         | Equipo                | Sede     | Año  |
| -------------- | --------------------- | -------- | ---- |
| Copa Argentina | Central Córdoba (SdE) | Santa Fe | 2024 |

### Distinciones individuales
| Distinción                         | Año  |
| ---------------------------------- | ---- |
| Mejor jugador de la Copa Argentina | 2024 |